# Silberfarn
Der Silberfarn (Cyathea dealbata) ist eine Pflanzenart aus der Familie der Cyatheaceae. Er ist in Neuseeland heimisch und ist die dortige Nationalpflanze, im Wappen Neuseelands sind seine Blätter abgebildet.

## Beschreibung
Die Sprossachse erreicht Wuchshöhen von bis zu 10 Metern, am Ansatz erreicht sie einen Durchmesser von bis zu 45 Zentimetern. Die starken Stiele der Farnblätter sind am Ansatz bis zu 4 Zentimeter dick, ihre Ansätze sind lang überdauernd. Die rund 5 Zentimeter langen Spreuschuppen sind glänzend und dunkelbraun. Die Behaarung ist gelbbraun.
Die doppelt bis dreifach gefiederten Blattspreiten sind bis zu 3 Meter lang und 1 Meter breit (gelegentlich auch größer), keilförmig zugespitzt und annähernd ledrig. Auf der Oberseite sind sie dunkelgrün, bei jungen Pflanzen auf der Unterseite hellgrün, spätere Wedel sind zunehmend weiß bis grau gefleckt, die Wedel erwachsener Pflanzen sind umseitig vollständig weiß oder grau.
Die länglich spitz zulaufenden Fiederblätter sind 30 bis 50 Zentimeter lang, die länglich-lanzettlichen, keilförmig spitz zulaufenden Fiedern 10 Zentimeter oder mehr, die Fiederchen bis zu 15 Millimeter. Letztere sind annähernd sichelförmig und spitz zulaufend. Die Ränder der oberen Hälfte sind gezähnt und schwach eingebogen.
Die rundlichen Sori haben einen Durchmesser von rund 1 Millimeter, die anfangs die Sori überdeckenden Indusien sind dünn und nicht hinfällig.

## Verbreitung
Die Art findet sich in Neuseeland auf der Nordinsel, der Südinsel sowie den Chatham-Inseln und den Lord-Howe-Inseln von Au- bis in Bergwälder sowie in Buschland. Auf Waldlichtungen temperater Regenwälder können die Pflanzen regelrechte Dickichte bilden.

## Verwendung im Sport

Neuseeländisches Wappen mit den Zweigen des Silberfarns

Der Silberfarn wird von neuseeländischen Nationalmannschaften in verschiedenen Sportarten in mehreren Varianten verwendet, seitdem ihn die New Zealand Natives auf ihrer Großbritannientour erstmals verwendeten. Silver Ferns ist der Spitzname der Netballnationalmannschaft und die meisten Frauennationalmannschaften haben einen von Ferns abgeleiteten Spitznamen, darunter Black Ferns (Frauen-Rugby-Union-Nationalmannschaft), Tall Ferns (Frauen-Basketballnationalmannschaft) und Football Ferns (Fußballnationalmannschaft der Frauen).
Nationalmannschaften, die den Silberfarn verwenden:
- All Blacks (Rugby-Union)
- Silver Ferns (Netball)
- All Whites (Fußball)
- Tall Blacks (Basketball)
- White Ferns (Frauencricket)
- Black Caps (Männercricket)
- Black Ferns (Frauen-Rugby-Union)
- Black Sticks Men & Black Sticks Women (Feldhockey)
- Team New Zealand (Segeln)
- Iron Blacks (American Football)

Der Silberfarn wird auch häufig als Teil der offiziellen Symbole der neuseeländischen Olympiamannschaften verwendet.

## Bilder

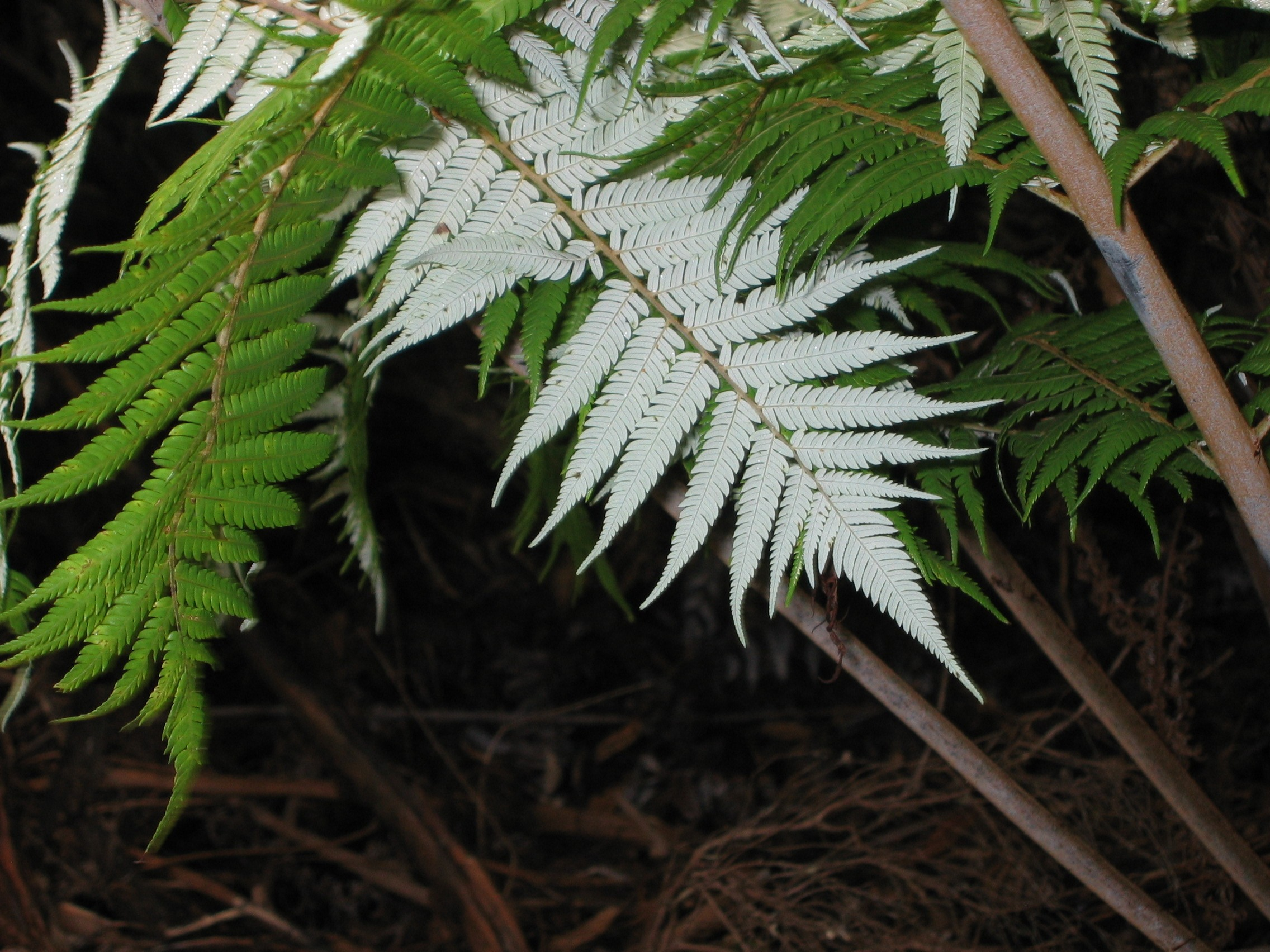
Silberne Blattunterseite
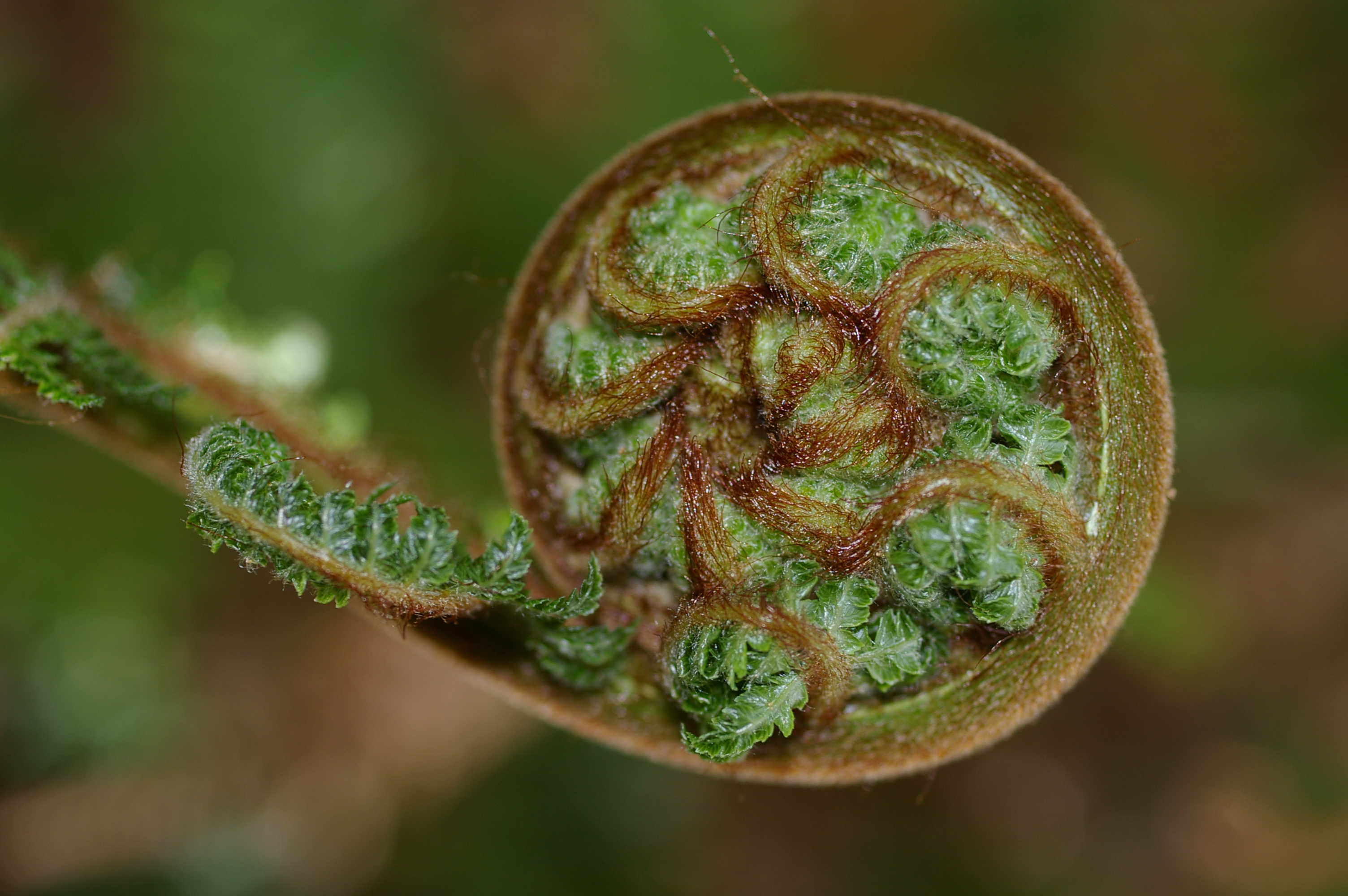
Sich entfaltendes Blatt (Koru)